# Убийство Элияху Амеди
15 ноября 1986 года 22-летний израильский студент иешивы Элияху Амеди был убит в Старом городе Иерусалима тремя палестинцами, связанными с Народным фронтом освобождения Палестины. Убийство значительно обострило напряжённость в палестино-израильском конфликте, вызвав более чем недельные антиарабские беспорядки в Иерусалиме.

## События

### Убийство
15 ноября 1986 года на 22-летнего израильского студента иешивы Элияху Амеди напали трое палестинцев в Старом городе Иерусалима. Во время завязавшейся борьбы ему были нанесены ножевые ранения, от которых Амеди скончался. Амеди был студентом бреславской иешивы «Шуву Боним» в Иерусалиме.
Позже он был похоронен на Еврейском кладбище на Елеонской горе.

### Суд
16 ноября 1986 года трое подозреваемых признались в совершённом ими убийстве. 30 ноября трём палестинцам были официально предъявлены обвинения в убийстве Амеди. Полиция заявила, что они были арестованы вскоре после убийства и принадлежали к марксистскому Народному фронту освобождения Палестины, несмотря на то, что «Подразделение 17» движения ФАТХ взяло на себя ответственность. Обвиняемыми были Самер Махрун, а также братья Хамза и Омар Зайед. Все трое были из палестинского Дженина. По данным Гаарец, один из троих ранее содержался в израильской тюрьме и был освобождён в 1985 году в ходе Сделки Джибриля.

### Антиарабские беспорядки
После убийства религиозного подростка-еврея среди израильского населения Иерусалима вспыхнули антиарабские беспорядки. 18 ноября палестинцы в Восточном Иерусалиме объявили всеобщую забастовку в знак протеста против беспорядков. 19 ноября секретарь партии Ках Барух Марзель был арестован полицией и задержан на 24 часа по подозрению в организации беспорядков.
20 ноября состоялась панихида по Амеди, которую охраняли 400 полицейских для предотвращения беспорядков. Однако в тот же день на депутата Кнессета от левой социалистической партии Рац Ранa Коэнa набросилась группа израильтян, и он был госпитализирован в Медицинский центр Хадасса. По меньшей мере четыре принадлежащих арабам дома в квартале Шейх-Джаррах в тот день подверглись нападениям.
23 ноября состоялся мемориальный марш в память об Амеди, в котором приняли участие около 1000 человек. Во время марша участники скандировали «Смерть арабам!» и «Мы хотим мести!». После того как марш прошёл через Дамасские ворота, участники напали на арабские магазины и арабов, которые не успели скрыться. Позже в тот же день главный комиссар израильской полиции Давид Краус сообщил, что студенты иешивы «Шуву Боним» в Иерусалиме бросали мешки с человеческими отходами в арабские дома. Арабы предприняли неудачную попытку убийства еврея в Старом городе, двое из них было арестовано.
1 декабря израильская полиция запретила все марши и демонстрации в пределах Старого города Иерусалима, ограничив любые похоронные процессии кладбищами, в попытке подавить беспорядки. 4 декабря коктейль Молотова был брошен в арабский дом в Мусульманском квартале Иерусалима, и полиция обнаружила ещё несколько подготовленных рядом с ешивой «Шуву Боним».
16 декабря, после окончания 30-дневного траура по Амеди, арабский дом в районе Шмуэль Ха-Нави, примерно в 200 метрах от дома Амеди, подвергся нападению с бензиновой бомбой, что не привело к каким-либо травмам. В тот же день грузовик, которым управлял араб в этом районе, был забросан камнями. Позднее на той же неделе израильская полиция провела обыски в иешиве «Шуву Боним» и иешиве «Диаспора» в поисках тайников с оружием после ареста студента из «Шуву Боним» за его участие в антиарабских беспорядках и в поджогах автобусных остановок. В ответ на обыски Меир Кахане призвал к созданию «второго еврейского подполья», что привело к полицейскому расследованию по обвинению в подстрекательстве.

### Бегство на свободу одного из убийц
Омар Аль-Найеф после того как был осуждён за убийство сбежал из Израиля в 1990 году. Для этого он обьявил голодовку, а когда его повезли в больницу — сбежал, а затем выбрался за пределы Израился. Сначала он поселился в одной арабской стране, затем решил переехать в другую арабскую страну, а в итоге решил жить в Европе, и впоследствии он благополучно находился на свободе в Болгарии. Там он официально получил вид на жительство. Находясь в Болгарии он управлял деликатесным магазином в Софии, нашел себе жену — гражданку Болгарии и вместе они родили трёх наследников. Там он жил до 2016 года, то есть всего в течение 26 лет на свободе после побега из тюрьмы.
Израильское посольство Софии запросило у Болгарии экстрадицию убийцы. Полиция Болгарии попросила Омара Аль-Найефа выехать из страны в течение 72 часа, но он решил остаться в палестинском посольстве в Софии.
По словам брата террориста Хамза аль-Найеф, который тоже сидел в тюрьме Израиля и которого освободили в ходе сделки по обмену 1027 арабских заключённых на одного еврея Гилада Шалита, заявил, что в посольстве Палестины не хотели принимать Омара Аль-Найеф, а посол ему сказал, что брата убьют. В итоге того и убили в палестинском посольстве.
Представитель Народного фронта возложил вину за смерть террориста на власть Болгарии и палестинское посольство, а также на Израиль.